# Charles Proteus Steinmetz
Charles Proteus Steinmetz (původním jménem Karl August Rudolf Steinmetz; 9. dubna 1865, Breslau – 26. října 1923, Schenectady) byl německo-americký matematik a elektroinženýr, který významně přispěl k pochopení střídavého proudu, což umožnilo jeho rozsáhlejší využívání v praxi. Významná je především jeho práce v oblasti hystereze.
Steinmetz trpěl nemocemi páteře a nanismem, ale už v raném mládí projevoval výrazný talent v oblastech matematiky, fyziky a literatury. Kvůli socialistickým aktivitám byl nucen opustit své rodiště a po krátkém pobytu v Curychu emigroval do Spojených států. Tam si německy znějící jméno Karl změnil na Charles a jména August Rudolf za svou univerzitní přezdívku Proteus.
Steinmetz získal svou vědeckou reputaci především prací v oblasti hystereze. Důležitá je však také jeho práce v oblasti matematických výpočtů, které se týkají střídavých elektrických obvodů. Věnoval se také výuce matematiky pro inženýry.